# سونیک اسپید سیمولاتور
سونیک اسپید سیمولاتور (به انگلیسی: Sonic Speed Simulator) بازی آنلاین چندنفرهٔ کلان افزایشی پرشی توسعه‌یافته و منتشر شده توسط گیم‌فم با همکاری سگا آمریکا می‌باشد.